# Caxemira Livre
A Caxemira Livre (آزاد کشمیر Azad Kashmir, em urdu), ou Azad Jammu e Kashmir, é uma das duas áreas da Caxemira controladas pelo Paquistão. O nome Azad Kashmir significa "Caxemira Livre", em língua urdu. Com uma área de 13 297 km² e uma população estimada em 4 567 982 (2006), a região tem por capital a cidade de Muzaffarabad.
A Caxemira Livre é nominalmente autônoma, com governo próprio, desde 4 de outubro de 1947.
Devido ao diferendo entre a Índia e o Paquistão referente à Caxemira, o governo indiano chama a Caxemira Livre e Guilguite-Baltistão (a outra porção da Caxemira administrada pelo governo paquistanês) de "Caxemira ocupada pelo Paquistão".